# 臺灣府
臺灣府是清朝統治臺灣時設置的府級行政區劃，從1684年存續到1895年臺灣割讓予日本:55。臺灣府在清治大部份時間為臺灣唯一的「府」:77，然而清治後期因受到列強外交軍事影響，使增設行政區。1875年（光緒元年）在臺灣北部設立臺北府，兩府以大甲溪為界，以北歸臺北府，以南歸臺灣府:78。1887年臺灣設省時，將臺灣南部及東部獨立劃出臺南府及臺東直隸州。至清治末期臺灣府僅統治今日臺灣中部地區。
臺灣府的府治所在地初設於臺灣縣內之臺灣府城，涵蓋今臺南市中西區東半部、東區小部分及北區小部分。1887年臺灣設省時，首任巡撫劉銘傳提議在彰化縣橋孜圖（橋仔圖）建立臺灣省城，同時將臺灣府治移到省城，附郭地區（原彰化縣東北部）設臺灣縣:85。原本的臺灣府治及附郭則改為「臺南府」、「安平縣」:85。
臺灣府的主官為臺灣府知府，建省前後分別受臺廈道、臺灣道、福建臺灣布政使及福建臺灣巡撫等官職制約。1895年，依照清日簽定之《馬關條約》，臺灣割讓予日本後，臺灣府不再設置。

## 概說

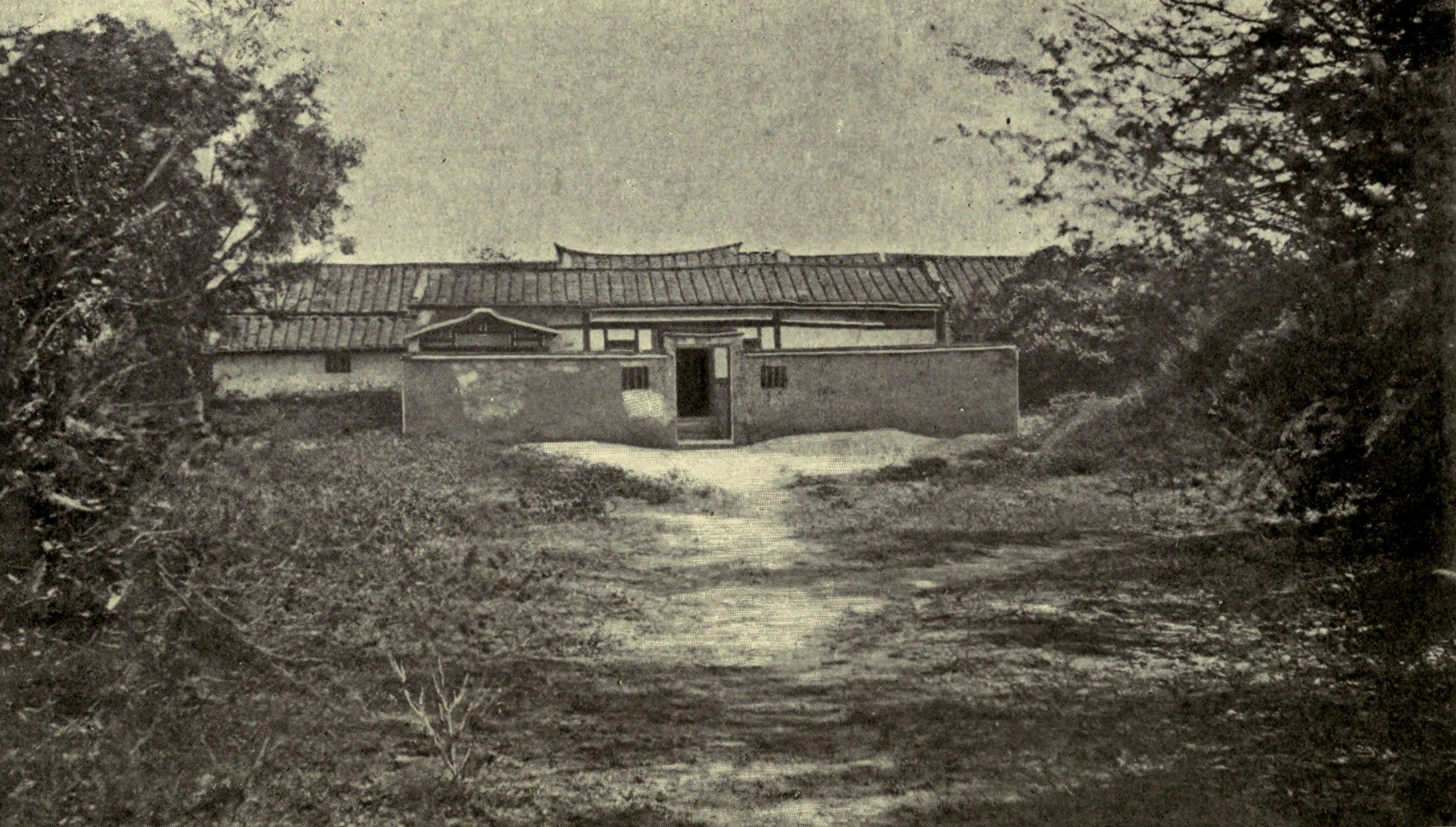
必麒麟回憶錄中臺灣府糧倉的影像

1683年清軍攻滅明鄭，臺灣進入清治時期。1684年清政府設立臺灣府做為臺灣最高行政區，取代明鄭承天府的地位。其一直存在至1895年馬關條約生效，臺灣割讓予日本，為日本政府所畫設之臺中縣所取代。
| 年代     | 1684年以前                          | 1684年－1727年       | ……（中略）…… | 1887年－1895年                       | 1895年起                                         |
| 行政區域 | 明鄭                                | 大清帝國             | 大清帝國     | 大清帝國                             | 大日本帝國                                       |
| 行政區域 | 東寧                                | 福建省               | 福建省       | 福建臺灣省                           | 臺灣                                             |
| 行政區域 | 承天府                              | 臺灣府               | 臺灣府       | 臺灣府                               | 臺中縣                                           |
| 行政區域 | 府直轄地區 天興州 萬年州 各路安撫司 | 臺灣縣 諸羅縣 鳳山縣 | ……（中略）…… | 臺灣縣 彰化縣 苗栗縣 雲林縣 埔里社廳 | 縣直轄地區 鹿港支廳 苗栗支廳 雲林支廳 埔里社支廳 |

臺灣府屹立整個二百多年的臺灣清治時期，但其中經過多次行政區改變，以因應逐漸增加的人口以及外部國際壓力。最初，臺灣府以今日臺南為府治，統治涵蓋大部份臺灣西部；演變至割讓予日本前，臺灣府成為以今日臺中為府治，統治僅及於中臺灣。
| 1684年 （康熙二十三年） | 1723年 （雍正元年） | 1727年 （雍正五年） | 1731年 （雍正九年） | 1787年 （乾隆五十二年） | 1812年 （嘉慶十七年） | 1875年 （光緒元年） | 1887年 （光緒十三年） |
| ----------------------- | ------------------- | ------------------- | ------------------- | ----------------------- | --------------------- | ------------------- | --------------------- |
| 宜蘭平原未屬版圖        | 宜蘭平原未屬版圖    | 宜蘭平原未屬版圖    | 宜蘭平原未屬版圖    | 宜蘭平原未屬版圖        | 噶瑪蘭廳              | 劃入臺北府          | 劃入臺北府            |
| 諸羅縣                  | 彰化縣              | 彰化縣              | 淡水廳              | 淡水廳                  | 淡水廳                | 劃入臺北府          | 劃入臺北府            |
| 諸羅縣                  | 彰化縣              | 彰化縣              | 淡水廳              | 淡水廳                  | 淡水廳                | 劃入臺北府          | 苗栗縣                |
| 諸羅縣                  | 彰化縣              | 彰化縣              | 彰化縣              | 彰化縣                  | 彰化縣                | 彰化縣              | 臺灣縣註              |
| 諸羅縣                  | 彰化縣              | 彰化縣              | 彰化縣              | 彰化縣                  | 彰化縣                | 彰化縣              | 彰化縣                |
| 諸羅縣                  | 彰化縣              | 彰化縣              | 彰化縣              | 彰化縣                  | 彰化縣                | 埔里社廳            | 埔里社廳              |
| 諸羅縣                  | 諸羅縣              | 諸羅縣              | 諸羅縣              | 嘉義縣                  | 嘉義縣                | 嘉義縣              | 雲林縣                |
| 諸羅縣                  | 諸羅縣              | 諸羅縣              | 諸羅縣              | 嘉義縣                  | 嘉義縣                | 嘉義縣              | 劃入臺南府            |
| 臺灣縣                  | 臺灣縣              | 臺灣縣              | 臺灣縣              | 臺灣縣                  | 臺灣縣                | 臺灣縣註            |                       |
| 臺灣縣                  | 臺灣縣              | 澎湖廳              | 澎湖廳              | 澎湖廳                  | 澎湖廳                | 澎湖廳              |                       |
| 鳳山縣                  | 鳳山縣              | 鳳山縣              | 鳳山縣              | 鳳山縣                  | 鳳山縣                | 鳳山縣              |                       |
| 鳳山縣                  | 鳳山縣              | 鳳山縣              | 鳳山縣              | 鳳山縣                  | 鳳山縣                | 恆春縣              |                       |
| 花東縱谷未納版圖        | 鳳山縣              | 鳳山縣              | 鳳山縣              | 鳳山縣                  | 鳳山縣                | 卑南廳              | 劃入臺東直隸州        |

- 註：1887年將原有之臺灣縣改名為安平縣並劃入臺南府，另析彰化縣部份地區成為新的臺灣縣做為臺灣府的新治地。

1895年，臺灣邁入日治時期，臺灣總督府將原臺灣府廢止，臺灣府改稱臺灣縣。因此日治時期初期的臺灣縣區劃是包含苗栗至嘉義的廣大臺灣中部區域，面積達6000平方公里以上。同年8月，臺灣縣即更名為臺灣民政支部，1896年4月總督府則再將該區域更名為臺中縣。

## 沿革

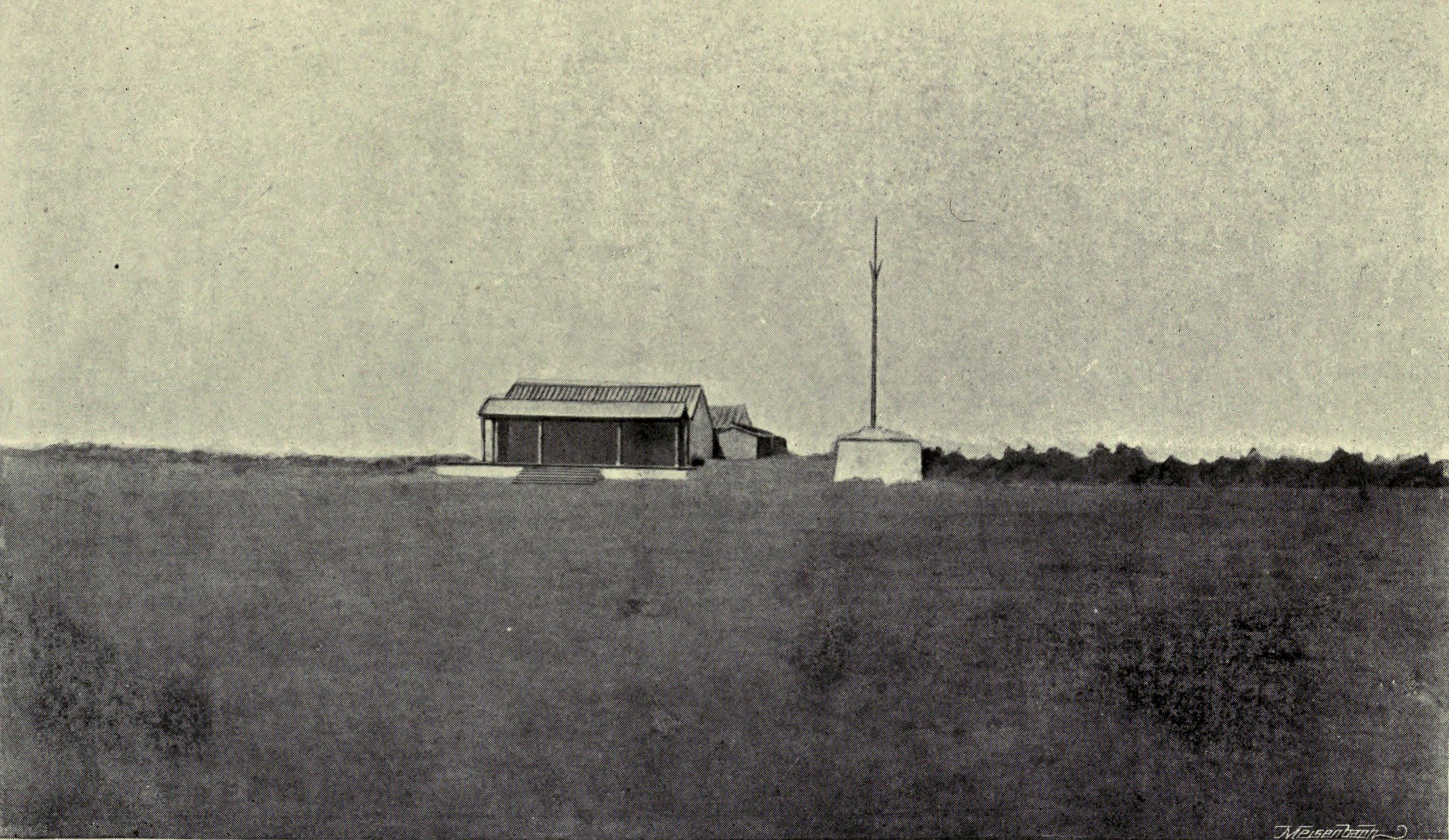
必麒麟回憶錄中臺灣府閱兵場的影像

### 一府時期
1684年5月27日（康熙廿三年四月十四日），康熙帝聽從侍郎蘇拜會同福建督、撫、提督的上疏，在臺灣設一府三縣（臺灣縣、鳳山縣、諸羅縣），是清朝在臺灣設置郡縣的開始:24。根據首任臺灣府知府蔣毓英《臺灣府志》（1685年）的記載，臺灣府的範圍東到咬狗溪大腳山五十里，西至澎湖大洋，水程四更，除水程外廣五十里:24。南至沙馬磯頭五百三十里，北至雞籠城二千三百一十五里:24。而後來高拱乾《臺灣府志》（1694年）與周元文《重修臺灣府志》（1712年）中所記載的疆域大致相同:28。另外前述府志里數，根據陳文達《鳳山縣志》的說法，是依照所得傳聞，大約估計而得:28。康熙五十三年（1714年），清廷派法國人雷孝思（Jean-Baptiste Régis）、馮秉正（Joseph-Anne-Marie de Moyriac de Mailla）、德瑪諾（Romain Hinderer）渡海到臺灣測繪地圖，各地方的道里遠近才更加精準:28。
此外根據蔣毓英《臺灣府志》記載，臺灣府衙門設在東安坊，是使用明鄭時期的建築:30。底下有三縣、一縣丞（臺灣縣縣丞）、海防捕盜同知、四巡檢司、四坊、二十六里、二、四十六社、一鎮（鳳山縣安平鎮）以及澎湖三十六嶼（隸屬臺灣縣）:30。而到了康熙中期、晚期，各縣之下坊里庄社數量增加，並增設了「保」，共計有二十八里、十二保、二十四莊、一百零七社:31。
1721年（康熙六十年）朱一貴事件後，藍鼎元與陳夢林建議在臺灣中北部增置縣邑:34。同年（1721年）「福建分巡臺灣廈門兵備道」去掉兵備二字，改稱「福建分巡臺灣廈門道」:35。而後到了1723年（雍正元年），巡視臺灣御史吳達禮上奏，請求在諸羅縣的半線（今彰化市一帶）分設知縣、典史各一員，並在淡水增設捕盜同知一員:35。1723年9月7日（雍正元年八月初八），清廷同意此建議，於是割諸羅縣在虎尾溪以北之地，增設彰化縣與淡水海防廳（淡防廳），此時臺灣共設一府四縣:35。又淡水海防廳為淡水廳前身，但設立之初只管北路防務，一般行政是由彰化縣管理:35。
1727年3月9日（雍正五年二月十七日），清廷聽從福建總督高其倬的奏請，將臺廈道改為「臺灣道」，並在澎湖增設一名通判，裁撤澎湖巡檢一職:35。此時臺灣設一府四縣一廳。雍正七年（1730年），倪象愷重建臺灣府府署:36。雍正九年（1732年），大甲溪以北之地的刑名、錢穀等事皆歸淡水海防廳管理，淡水廳遂從彰化縣獨立出來:35。此時臺灣設一府四縣二廳。
1787年12月10日（乾隆五十二年十一月初二），因獎勵林爽文事件中諸羅縣城義民官兵盡力守城之事，將諸羅縣改名為嘉義縣:35、40。
而大約在乾隆末期、嘉慶初年，進入噶瑪蘭（蛤仔難、蛤仔蘭、甲子蘭）地區的漢人漸多:49。1787年（乾隆五十二年），林爽文逃往臺灣後山，知府楊廷理要淡防同知徐夢麟前往三貂堵緝，之後官方才知有漳州人吳沙在此久住，頗有影響力:49。次年（1788年）林爽文被捕後，徐夢麟曾向楊廷理表示吳沙可信，且當地「生番」易於招撫，且地方廣闊、土地豐腴:49。之後兩人向福建巡撫徐嗣曾上奏，但以經費不足，且怕與原住民發生衝突而不允許設官:49。之後嘉慶年間有蔡牽攻打噶瑪蘭等事件，楊廷理在率軍進入噶瑪蘭後，曾再次稟請設官經理，但仍不被允許:49。當時嘉義縣教諭謝金鑾也有寫文章認為該地不可不設官:49。1808年（嘉慶十三年），少詹事上國、督臣阿林保等人再次上奏將蛤仔難收入版圖之事，隔年清廷對此議題有意審理，但因故未勘辦:49、50。1810年（嘉慶十五年）春，閩浙總督方維甸來臺，在艋舺時據說有蛤仔難「生番」頭目送戶口清冊，請入版圖，當年四月方維甸遂上〈奏請噶瑪蘭收入版圖狀〉:50。1811年（嘉慶十六年）九月，閩浙總督汪志伊上奏〈勘查開蘭事宜狀〉:50。最後在1812年3月29日（嘉慶十七年二月十七日），清廷允許增設噶瑪蘭廳:50。臺灣此時設有一府四縣三廳。

### 析分臺北府
1858年（咸豐八年）中法天津條約簽訂後，臺灣開港通商，在與國際互動的同時也發生數起涉外糾紛:83。1871年（同治十年）淡水廳同知陳培桂，提出「增設學額，請陞直隸州」之議，而後1873年（同治十二年）臺灣兵備道夏獻綸奏請將淡水同知改為直隸州、噶瑪蘭改為縣、竹塹增設一縣，原本清廷有意試辦，但因牡丹社事件而擱置:84。而後臺灣海防欽差大臣沈葆楨在1875年1月30日（同治十三年十二月廿三日）上奏〈請琅築城設官摺〉，請求在琅（今恆春鎮）建城設官:84。
1875年2月17日（光緒元年正月十二日），清廷決定依照沈葆楨所上之奏摺，設置「恆春縣」:84。而後沈葆楨認為臺灣北部有增設府縣的必要，於1875年7月20日（光緒元年六月十八日）奏〈臺北擬建一府三縣摺〉、〈請改駐南北路同知片〉提議將海防兼南路理番同知（駐府城）移駐卑南，北路理番海防捕盜同知（駐鹿港）改為中路、駐水沙連，並皆加「撫民」字樣（即改成「臺灣南路撫民理番同知」、「臺灣中路撫民理番同知」）:86。1876年1月16日（十二月二十日），清廷允許沈葆楨的提議，在臺灣增設一府三縣，噶瑪蘭通判改為臺北府分防通判、移駐雞籠設基隆廳，並調整南北路理番同知的職銜與駐地:90。1884年6月21日（光緒十年五月廿八日），閩浙總督何璟、福建巡撫張兆棟奉准在埔裏社增設撫民通判，於是全臺共設置二府八縣四廳:90。

### 臺灣設省
1885年清廷敕命臺灣建省，但建省準備尚未完成，故維持二府八縣四廳。1887年臺灣才獨立設福建臺灣省，因為與福建省仍有部分行政業務，因此官方正式名稱稱為福建臺灣省，不過一般仍稱分治後的臺灣為臺灣省。臺灣建省之後下設臺北府、臺灣府、臺南府三府，此時的「臺灣府」範圍約是現今的臺灣中部地區。1887年（光緒13年）臺灣方能正式建省，設三府十一縣三廳一直隸州：省城擇於原彰化縣橋仔圖（今臺中市），並於省城所在地新設臺灣府及臺灣縣，原臺灣府改稱臺南府，原臺灣縣改稱安平縣。此區劃維持至1895年臺灣割讓予日本。

## 疆域
| 方志                   | 年代     | 範圍 | 所轄                                                                                       |
| ---------------------- | -------- | --- | ------------------------------------------------------------------------------------------ |
| 蔣毓英《臺灣府志》     | 1685年   | 東到咬狗溪大腳山五十里，西至澎湖大洋，水程四更，除水程外廣五十里。南至沙馬磯頭五百三十里，北至雞籠城二千三百一十五里。                                         | 三縣、一縣丞、四巡檢司、四坊、二十六里、二、四十六社、一鎮（鳳山縣安平鎮）以及澎湖三十六嶼 |
| 余文儀《續修臺灣府志》 | 1762年   | 東到羅漢門莊內門六十五里（中路）；西到澎湖三百二十里（水程四更，計二百四十里；澎湖縱橫皆八十里）；南到沙馬磯頭四百六十里（南路）；北到雞籠六百三十四里（北路） | 四縣、二廳、四縣丞、七巡檢司                                                               |
| 《續修福建通志臺灣府》 | 1835年   | 東到大山番界五十里，西到澎湖島五十里，南到沙馬磯頭海五百三十里，北到雞籠海二千三百十五里。東西距除澎湖及水程四更外廣一百里，南北距二千八百四十五里             |                                                                                            |
| 《臺灣府輿圖纂要》     | 1860年代 | 東西廣四百五十里，南北長一千一百七十二里。 | 領臺灣、鳳山、嘉義、彰化四縣，淡水、噶瑪蘭、澎湖三廳                                       |

## 外部連結
[在维基数据编辑]
 《欽定古今圖書集成·方輿彙編·職方典·臺灣府部》，出自陈梦雷《古今圖書集成》
- （繁體中文）臺灣府-行政院文建會 （页面存档备份，存于）